# 프리넥스
주식회사 프리넥스(-株式會社, Freenex Co, Ltd.)는 대한민국의 전자 및 자동차 부품 회사다. 차량용 인공위성 내비게이션 제품을 만드는 회사이기도 하다. 특히, 제품에 비타스라는 상표를 쓴다. 2002년에 설립했으며 본사는 서울 강동구 길동에 있다.

## 생산 제품
- L모델:520
- H모델:2200, 700
- D모델:700, 750, 720G
- VITAS모델: 7000, 7000i, 8000

## 같이 보기
- 자동차 내비게이션 시스템 (Automotive navigation system)